# Рамазанов, Мурад Юсупович
Мура́д Юсу́пович Рамаза́нов (род. 19 марта 1974, Хасавюрт, Дагестанская АССР) — российский и македонский борец вольного стиля , победитель и двукратный бронзовый призер чемпионатов Европы, бронзовый призер Кубка мира, участник двух Олимпийских игр. Мастер спорта России международного класса. По национальности —  лакец.

## Биография
Родился в городе Хасавюрт, где и начал заниматься вольной борьбой в 1984 году. В 1991 году окончил школу №14 в Хасавюрте. Воспитанник СДЮШОР «Спартак» (Хасавюрт). Первый тренер  — Тежди Гусейнов. Тренировался в Санкт-Петербургской комплексной школе высшего спортивного мастерства у заслуженного тренера России Якова Гантмана. Выступал за клуб ЦСКА, Москва. Чемпион России 2000 года. В 2000 году окончил Санкт-Петербургский институт физической культуры имени Лесгафта. Член сборной команды России с 1997 года. В ее составе участвовал на Олимпийских играх 2000 года. Был чемпионом Европы 2000 года, бронзовый призером Кубка мира 2001 года. С 2005 года начал защищать цвета сборной Македонии. Выиграл для нее две бронзовые награды чемпионатов Европы, участвовал в Олимпийских играх 2008 года, где в 1/4 финала уступил Мавлету Батирову, а в утешительном раунде Зелимхану Хусейнову. Закончив спортивную карьеру, переехал в город Хасавюрт, где основал первую частную школу в городе «Интеллект».
.

## Спортивные результаты на международных соревнованиях

### Олимпийские игры
| Соревнования                            | Сборная   | Весовая категория | Место |
| --------------------------------------- | --------- | ----------------- | ----- |
| Борьба на летних Олимпийских играх 2000 | Россия    | до 58 кг          | 7     |
| Борьба на летних Олимпийских играх 2008 | Македония | до 60 кг          | 6     |

### Чемпионаты мира
| Соревнования                  | Сборная   | Весовая категория | Место |
| ----------------------------- | --------- | ----------------- | ----- |
| Чемпионат мира по борьбе 2005 | Македония | до 60 кг          | 20    |
| Чемпионат мира по борьбе 2006 | Македония | до 60 кг          | 28    |
| Чемпионат мира по борьбе 2007 | Македония | до 60 кг          | 8     |

### Чемпионаты Европы
| Соревнования                    | Сборная   | Весовая категория | Место  |
| ------------------------------- | --------- | ----------------- | ------ |
| Чемпионат Европы по борьбе 1998 | Россия    | до 54 кг          | 4      |
| Чемпионат Европы по борьбе 2000 | Россия    | до 58 кг          | Золото |
| Чемпионат Европы по борьбе 2005 | Македония | до 60 кг          | Бронза |
| Чемпионат Европы по борьбе 2006 | Македония | до 60 кг          | 7      |
| Чемпионат Европы по борьбе 2007 | Македония | до 60 кг          | Бронза |
| Чемпионат Европы по борьбе 2008 | Македония | до 60 кг          | 15     |

### Кубки мира
| Соревнования                      | Сборная | Весовая категория | Место  |
| --------------------------------- | ------- | ----------------- | ------ |
| Кубок мира по вольной борьбе 2001 | Россия  | до 58 кг          | Бронза |

### Иные соревнования
| Соревнования                                       | Сборная   | Весовая категория | Место   |
| -------------------------------------------------- | --------- | ----------------- | ------- |
| Игры доброй воли 1998                              | Россия    | до 58 кг          | 4       |
| Игры доброй воли 1998                              | Россия    | до 54 кг          | Бронза  |
| Летние Всемирные военные игры 1999                 | Россия    | до 58 кг          | Бронза  |
| Чемпионат мира по борьбе среди военнослужащих 2002 | Россия    | до 60 кг          | Серебро |
| Турнир Дана Колова — Николы Петрова 2007           | Македония | до 60 кг          | Золото  |

### Молодёжные соревнования
| Соревнования                                   | Сборная | Весовая категория | Место   |
| ---------------------------------------------- | ------- | ----------------- | ------- |
| Чемпионат Европы по борьбе среди молодёжи 1994 | Россия  | до 52 кг          | Серебро |